# Новоолексіївка (зупинний пункт)
Новоолексіївка — пасажирський залізничний зупинний пункт Знам'янської дирекції Одеської залізниці на електрифікованій лінії Павлиш — Користівка між зупинним пунктом Озера (5 км) та станцією Лікарівка (2 км). Розташований в однойменному селі Олександрійського району Кіровоградської області.

## Пасажирське сполучення
На платформі Новоолексіївка зупиняються приміські поїзди сполученням Кременчук — Знам'янка.